# Méliton de Sardes
Méliton de Sardes est un auteur, apologète chrétien et Père de l'Eglise de la seconde moitié du IIe siècle. Figure de la communauté chrétienne de Sardes en Lydie, en Asie mineure, c'est un des apologistes grecs les plus renommés de la période, entretenant des polémiques et des controverses avec les païens. Il est également attesté comme l'un des premiers auteurs à porter à l'encontre des Juifs l'accusation d'avoir « tué Dieu », même s'il n'emploie pas littéralement l'expression de « peuple déicide ».
Dans son Homélie de Pâques, il est l'un des premiers prédicateurs à formuler la théologie de la substitution. Par exemple, selon Méliton, la Pâque juive n'a plus lieu d'être après la venue du Christ. De même, l'Ancien Testament n'est qu'un prologue, une « préfiguration », du christianisme. En d'autres termes, l'Église chrétienne remplace le judaïsme. De surcroît, lorsqu'il accuse les Juifs d'être les assassins de Dieu, ce crime est selon lui la cause de la destruction de Jérusalem, de la diaspora et des humiliations de ce peuple qu'il juge coupable.
Il est considéré comme saint, et fêté le 1er avril.

## Indications biographiques
On connaît très peu de choses de la vie de cet auteur chrétien dont les écrits datent des années 160-180 de notre ère. Son contemporain Polycrate - évêque d'Éphèse vers 190 - explique dans une lettre qu'il est enterré à Sardes - ancienne capitale du royaume de Lydie - où il a été un dirigeant de la communauté chrétienne locale de cette ville prospère, forte d'une population de plusieurs dizaines de milliers d'habitants au sein de laquelle existe une importante communauté juive. 
Eusèbe de Césarée en fait l'évêque du lieu sans qu'on sache s'il interprète Polycrate ou s'il cite une autre source en ce sens : le point reste débattu. Il a dû bénéficier d'une solide éducation - ainsi que le laissent entrevoir son talent rhétorique et sa connaissance des écrits judaïques - et semble avoir eu une réputation de prophète.
Polycrate en parle comme d'un « eunuque », une expression qui indique que Méliton est probablement resté célibataire ou ascète. Il est probable que Méliton soit originaire d'une communauté de quartodécimains, des chrétiens d'origine juive qui continuent à célébrer la fête de la Pâque suivant le calendrier judaïque. Il appartient au courant anatolien des  « johanniens », courant animé et dirigé par le disciple Jean à partir d'Éphèse.
Méliton - ainsi que sa communauté - se trouve au carrefour d'un pouvoir romain puissant, d'une importante et influente communauté juive et d'un christianisme lydien et phrygien traversé de tensions intestines ainsi qu'en témoigne la montée du montanisme.
Qu'il ait été ou non évêque de Sardes, l'importance de son rôle semble avoir dépassé sa cité dans la mesure où il est réputé avoir rédigé une pétition adressé à l'Empereur au nom de plusieurs communautés chrétiennes d'Asie mineure. Méliton est en outre le premier Père de l'Église connu à se rendre en pèlerinage sur les lieux mêmes de la vie terrestre de Jésus de Nazareth, à Jérusalem, pour effectuer des recherches sur la Bible hébraïque, vers 170.
Comme auteur, il est parmi les premiers à développer une forme d'apologétique anti-judaïque qui ne connait pas de précédent avant l'apparition du christianisme, construite sur la croyance proto-orthodoxe que les Écritures juives témoignent du Christ qui a pourtant été rejeté et tué par son propre peuple, amenant la condamnation de celui-ci. Cette apologétique doit cependant être considérée sans anachronisme comme s'inscrivant dans les querelles passionnées « entre parents » dont, dans un contexte concurrentiel, la pensée et l'exégèse textuelle restent encore proches.

## Œuvres et doctrine
Son œuvre littéraire, bien qu'on en ait la liste complète grâce à Eusèbe de Césarée et à Jérôme de Stridon, n'a longtemps été connue que par des fragments complétés à présent par des papyrus et des remaniements grecs et des traductions abrégées en latin, en syriaque, en géorgien et en copte. Il semble, au travers de ces rares extraits, que Méliton se soit fortement appuyé pour son Apologie sur les œuvres d'Athénagoras d'Athènes et de Justin de Naplouse.
C'est dans la préface d'une de ses œuvres transmises par Eusèbe que sont mentionnés pour la première fois dans la littérature chrétienne les « livres de l'Ancien Testament » dont il donne ensuite une liste qui constitue la première énumération connue dans laquelle ne figurent pas, entre autres, le Livre d'Esther ni celui de Néhémie.
Bien que généralement admise, il arrive que la paternité de son Homélie de Pâques soit contestée.
En outre, on lui attribue faussement nombre d'ouvrages, dont le Transitus Mariæ, document du VIe – VIIe siècle également appelé Pseudo-Méliton. Ce livre connaît une grande diffusion en Occident et constitue le texte latin le plus courant du récit de la dormition et de l'assomption de Marie de Nazareth. 

### L’Apologie
De cette œuvre adressée à l'empereur romain Marc Aurèle il ne reste que trois fragments cités par Eusèbe de Césarée. Dans les deux premiers fragments, Méliton se plaint des vexations et spoliations infligées aux chrétiens d'Asie, probablement à la suite d'un raidissement des autorités après la révolte d'Avidius Cassius contre l'empereur en 175, dont il déplore un ordre injuste. Dans le troisième fragment, il construit, dans une audacieuse démonstration idéologique, une véritable synchronisation du christianisme et de l'Empire romain pour souligner la  concomitance de leur apparition.  
Méliton affirme ainsi que les intérêts de l’Empire romain et du christianisme sont convergents dans ce qui peut être lu comme une première théologie de l'empire chrétien : les seuls empereurs qui, selon la tradition chrétienne, persécutèrent les chrétiens au Ier siècle, Caligula et Néron, sont reconnus comme mauvais par les Romains eux-mêmes, et les prédécesseurs de Marc Aurèle ont par la suite stigmatisé la délation. 
Il pense que l'Empire connaît un véritable épuisement religieux. Il met en avant le formalisme religieux des cultes polythéistes et de la religion officielle, qu'il met en parallèle avec la foi profonde, le comportement exemplaire et les exigences morales des chrétiens de son temps. En outre, il fait preuve d'une grande opposition au gnosticisme. Il avance l'idée que l’Empire ne peut durer si sa population a perdu toute foi et si sa morale ne tient qu’à une habitude ou à des philosophies naturelles comme le stoïcisme. L’Empire et le christianisme doivent donc s’allier, le premier fournissant le pouvoir politique, l’administration et la sécurité, le second une « philosophie », une régénérescence morale et l’appui de Dieu. 
Ce plaidoyer n'a pas de conséquences immédiates mais préfigure ce qui se déroulera à partir du règne de Constantin Ier : cette proposition servira de fondement à l’établissement d’une théologie de l’empire chrétien qui sera développée par Lactance et Eusèbe de Césarée au IVe siècle.

### L’Homélie de Pâques
L’Homélie de Pâques généralement attribuée à Méliton est un texte qui a pour cadre les débats, dont plusieurs documents attestent, qui traversent les communautés chrétiennes de la fin du IIe siècle au sujet de l'établissement de la fête de Pâques.
La fin du texte est d'une grande agressivité à l'encontre du peuple juif que Méliton de Sardes accable d'une violente invective : la Pâque juive n'a plus de sens après la venue du Christ envers lequel Israël est accusé d'ingratitude, d'être responsable d'un délit « inouï » : « le Dieu est mis à mort, le Roi des Juifs est condamné par la main droite d'Israël », crimes dont a résulté la destruction d'Israël et de Jérusalem.
L'origine de cette argumentation antijudaïque a pu se fonder dans la concurrence vive à cette époque en Asie Mineure entre la communauté juive et la communauté chrétienne dont les prosélytismes respectifs se concurrençaient auprès des païens attirés par les pratiques et les croyances du judaïsme : ainsi la puissante communauté juive pharisienne de Sardes est-elle concurrente dans la course plus globale à la récupération de l'héritage judaïque que chacun revendique exclusivement, tandis que le christianisme en formation revendique la continuité avec le véritable Israël et l'authentique compréhension de la Bible. Certains auteurs pensent que l'antijudaïsme de Méliton relèverait plutôt d'un antimarcionisme.
L'historien Simon Claude Mimouni voit avec ce texte la marque de la séparation définitive des communautés chrétiennes et pharisiennes entamée au début du même siècle ; l'influence du texte de Méliton reste perceptible à travers les Improperia — les reproches adressés aux Juifs d'avoir rejeté le Christ : « O mon peuple, que t'ai-je fait, en quoi t'ai-je contristé ? » — figurant jusqu'en 1959 dans la liturgie catholique du Vendredi saint. Dans la mesure où Méliton est sans doute le premier auteur chrétien à parler de « peuple déicide », c'est généralement à lui que l'on fait remonter cette accusation « qui, comme on le sait, aura un long et triste cheminement durant plus ou moins dix-huit siècles ». 

### Éditions de Méliton
- Clavis Patrum Græcorum 1092-1098
- Sur la Pâque et fragments, trad. Othmar Perler, éd. Cerf, coll. « Sources chrétiennes » n°123, 1966
- (en) S.G. Hall, Melito of Sardis. On Pascha and fragments, éd. Oxford University Press, 1979
- Sur la Pâque (entre 160 et 170), trad. Florence Bouet-de Quatrebarbes : Premiers écrits chrétiens, Gallimard, coll. "La Pléiade", 2016, p. 231-246.

### Études et travaux
- Ernest Renan, Marc-Aurèle, ou La fin du monde antique (1882) dans
- (en) A.T. Kraabel, Melito the Bishop and the Synagogue at Sardis: Text and Context, in D.G. Mitten et al., Studies Presented to George M.A. Haufmann, Mainz, 1971, pp.77-85.
- Jean-Pierre Laurant, Symbolisme et Écriture : le cardinal Pitra et la « Clef » de Méliton de Sardes, éd. du Cerf, 1988
- (en) Lynn H. Cohick, The Peri Pascha Attributed to Melito of Sardis: Setting, Purpose and Sources., Brown University, "Brown Judaic Studies", N° 327, 2000.
- (en) Henry M. Knapp, Melito's Use of Scripture in Peri Pascha: Second Century Typology, in Vigiliae  Christianae, n° 54, 2000, pp.343-374.
- Reidar Aasgaaar, Among Gentiles, Jews and Christian. Formation of Christian Identity in Melito of Sardis, in Richard S. Ascough (dir.), Religious rivalries and the struggle for success in Sardis and Smyrna, éd. Wilfrid Laurier University Press, 2005, pp. 156-174, extrait en ligne
- Bernard Pouderon, Les Apologistes grecs du IIe siècle, Cerf, 2005, p. 227-240.